# Énok (keresztnév)
Az Énok a héber eredetű Hénoch férfinévből származik, aminek a jelentése fölszentelt. Más forrás szerint beavatott, vagy tudó, illetve képzett, felkészített, tapasztalt.[forrás?] Nevének jelentése a kánaáni népek nyelvén vazallus.

## Rokon nevek
- Énók:[1] az Énok alakváltozata.[2]

## Gyakorisága
Az 1990-es években az Énok és Énók szórványos név, a 2000-es években nem szerepelnek a 100 leggyakoribb férfinév között.

## Névnapok
Énok, Énók
- június 7.[2]

## Híres Énókok, Énokok
1. Ádám és Éva első fiának, Káinnak fia Énok
2. Ádám és Éva harmadik fiának, Sétnek az ötödízigleni leszármazottja, és Matuzsálem apja szintén Énok
3. Hegyi Énok (1808–1856), ügyvéd, alszolgabíró, táblabíró, 1848-as honvédfőhadnagy, Zala vármegyei földbirtokos.[6]